# Jean Tack
Jean Tack (1638-1694) est un alexien d'origine allemande, actif dans les Pays-Bas méridionaux, haut-responsable attaché à la discipline régulière au sein de sa congrégation.

## Biographie
Jean Tack est né à Clèves (Allemagne), aux environs de 1638. Entré à l'âge de vingt ans chez les alexiens de Bruxelles, il devient supérieur de la communauté de Louvain en 1662. Le 12 octobre 1673, il est nommé vicaire général de sa congrégation, puis provincial, en 1691, avant de décéder, le 10 novembre 1694.

## Spiritualité
Les alexiens formant une congrégation laïque, la direction spirituelle de leurs communautés était confiée à des prêtres extérieurs. C'est ainsi qu'entre 1670 et 1689, l'archevêque de Malines, Alphonse de Berghes, avait nommé Gommar Huygens, docteur en théologie, et Guillaume Willemans, supérieur de l'Oratoire de Louvain, directeurs spirituels des alexiens de cette ville. Tack suivit fidèlement les avis de ceux-ci concernant la discipline conventuelle, jusqu'à ce que le nouvel archevêque, Humbert de Precipiano, farouchement hostile au jansénisme, condamne la méthode de Huygens et destitue celui-ci. Achevé par Tack en 1686, le Traité abrégé des vertus et de la perfection nécessaire de la vie claustrale reflète, en effet, une certaine rigidité morale dans le portrait qu'il trace du véritable Religieux. Resté manuscrit, mais recopié en 1724, ce document était conservé, avant la Révolution française, chez les alexiens de Louvain.

### Œuvre
- Den oprechten Religieus, dat is, Kort begryp van de deughden et volmacktheden noodigh tot het kloosterlyck even

### Étude
- J.-N. Paquot, « Jean Tack », in Mémoires pour servir l'histoire littéraire des dix-sept provinces des Pays-Bas, de la principauté de Liège, et de quelques contrées voisines, t. III, Louvain, Imprimerie Académique, 1770, p. 348, col. 2.